# Langschwanzwiesel
Das Langschwanzwiesel (Neogale frenata, Syn.: Mustela frenata) ist eine Raubtierart aus der Familie der Marder (Mustelidae).  Es ist auf dem amerikanischen Kontinent beheimatet.

## Beschreibung
Langschwanzwiesel weisen den typischen Körperbau der Wiesel mit dem lang gestreckten, schlanken Körper und den relativ kurzen Gliedmaßen auf. Sie ähneln in ihrer Fellfärbung und den Abmessungen dem Hermelin, unterscheiden sich aber durch den längeren, buschigeren Schwanz. Im nördlichen Teil ihres Verbreitungsgebietes unterliegen sie auch dem Fellwechsel. Ihr Fell ist an der Oberseite braun gefärbt, die Unterseite ist gelblich-weiß und die Schwanzspitze schwarz. Das Winterfell ist bis auf die Schwanzspitze rein weiß. Diese Tiere erreichen eine Kopf-Rumpf-Länge von 20 bis 30 Zentimetern, eine Schwanzlänge von 8 bis 20 Zentimetern und ein Gewicht von 90 bis 360 Gramm.

## Verbreitung und Lebensraum

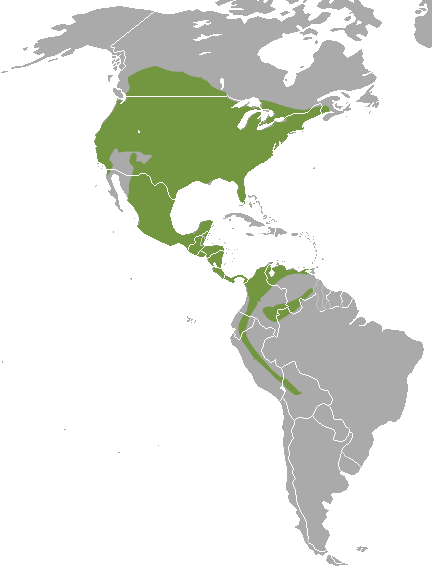
Verbreitungsgebiet des Langschwanzwiesels

Das Verbreitungsgebiet der Langschwanzwiesel reicht vom südlichen Kanada über die USA und Mittelamerika bis Guyana und Bolivien; im äußersten Norden überschneidet es sich mit dem des Hermelins. Sie bewohnen verschiedene Lebensräume, bevorzugen aber offenes, buschbestandenes Grasland, meist in der Nähe von Gewässern. Auch sind sie an Waldrändern oder auf landwirtschaftlich genutzten Flächen zu finden, meiden aber dichten Wald sowie allzu trockene Terrains.

## Lebensweise

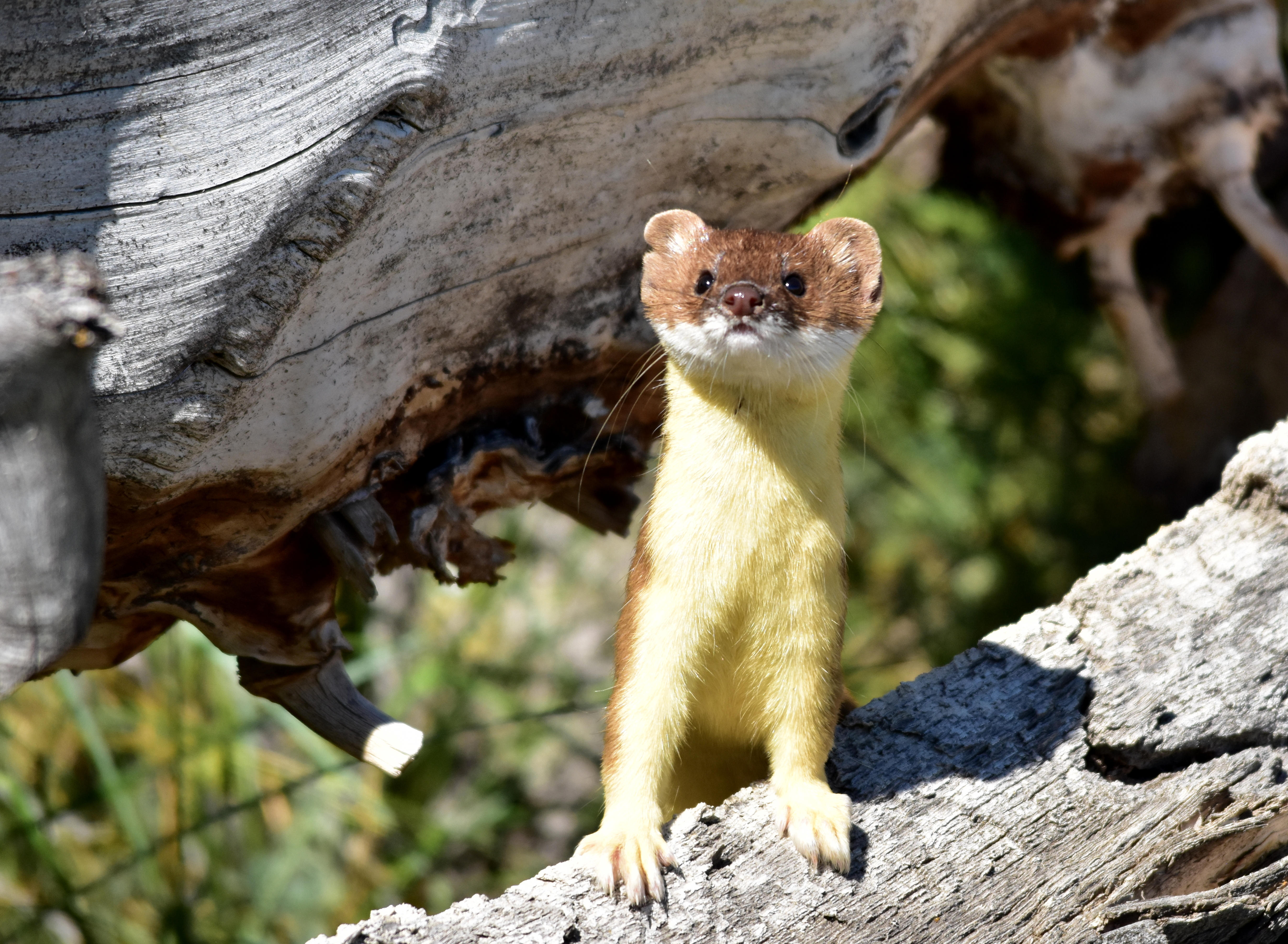
Langschwanzwiesel

Obwohl sie manchmal auch am Tag auf Nahrungssuche gehen, sind sie vorwiegend nachtaktiv. Als Ruheplätze legen sie Nester in hohlen Baumstämmen, Felsspalten oder verlassenen Bauen anderer Tiere an, die Nester werden mit Fell ausgekleidet. Sie leben einzelgängerisch und sind territorial. Die Reviere können sich überlappen, insbesondere das eines Männchens mit dem von Weibchen, trotzdem gehen sie sich in der Regel aus dem Weg.

## Nahrung
Langschwanzwiesel sind flinke, geschickte Jäger. Ihr schlanker Körper erlaubt ihnen, auch in kleine Tierbaue oder durch schmale Schlitze in Zäunen zu klettern. Bei der Jagd halten sie sich vorwiegend am Boden auf, sie können nicht sehr gut klettern. Zur Lokalisierung der Beute dienen ihnen vor allem der gut entwickelte Gehör- und Geruchssinn.
Diese Tiere ernähren sich vorwiegend von kleinen Säugetieren, insbesondere von Mäusen und anderen Nagetieren. Daneben erbeuten sie auch Baumwollschwanzkaninchen, Vögel und Reptilien.

## Fortpflanzung
Die Paarung erfolgt im Juli oder August, bedingt durch eine Keimruhe nistet sich die befruchtete Eizelle jedoch erst im darauffolgenden März ein. Die eigentliche Tragzeit beträgt rund 27 Tage, im April oder Mai kommen drei bis neun (durchschnittlich sechs) Jungtiere zur Welt. Diese sind zunächst blind und hilflos, wachsen aber sehr schnell und werden bereits mit rund 36 Tagen entwöhnt. Weibchen erreichen die Geschlechtsreife mit drei bis vier Monaten und können sich in ihrem ersten Lebensjahr bereits fortpflanzen, männliche Tiere werden mit rund einem Jahr geschlechtsreif.

## Langschwanzwiesel und Menschen
Manchmal brechen Langschwanzwiesel in Ställe ein und reißen Geflügel, da aber vorwiegend als Schädlinge betrachtete Nagetiere zu ihrer Beute gehören, sind sie eher beliebt. Ihr Fell, insbesondere der weiße Winterpelz (siehe Hermelinfell und Wieselfell), wird zu Pelzbekleidung verarbeitet, allerdings in weit geringerem Ausmaß als beispielsweise das Hermelin. Insgesamt sind sie weitverbreitet und zählen nicht zu den bedrohten Arten.